# Mercus-Garrabet

Mercus-Garrabet este o comună în departamentul Ariège din sudul Franței. În 1 ianuarie 2022 avea o populație de 1.226 de locuitori.